# Conisania evestigata
Conisania evestigata är en fjärilsart som beskrevs av Max Wilhelm Karl Draudt 1936. Conisania evestigata ingår i släktet Conisania och familjen nattflyn. Inga underarter finns listade i Catalogue of Life.